# Skałki Piekarskie
Skałki Piekarskie – skały wznoszące się nad lewym brzegiem Wisły w miejscowości Piekary pod Krakowem. Pod względem geograficznym znajdują się na Obniżeniu Cholerzyńskim w mezoregionie zwanym Bramą Krakowską. Są częścią tzw. Bramy Tynieckiej. W miejscu tym Wisła dokonała przełomu przez zbudowane z wapieni skały i jest to najwęższy jej odcinek.
- Kamieniołom w Piekarach. Pierwsza ze skał (najbliższa Krakowa), będąca pozostałością dawnego kamieniołomu. Jego ściana zbudowana jest z dwóch rodzajów skał. W północnej części znajduje się ławicowy wapień o grubości 0,7 – 2,5 m. Są w nim kuliste lub wrzecionowate konkrecje krzemionkowe. W południowym kierunku skała traci uławicowanie i stopniowo przechodzi w wapień skalisty. Ściana tego wapienia ciągnie się na długości około 100 m. Dawniej był tutaj kamieniołom[3]. W jego ścianie znajduje się dobrze widoczny duży otwór wybitej przez ludzi Kawerny w Piekarach. Jest też naturalnego pochodzenia niewielkie Schronisko w Starym Łomie[4].

- Okrążek.  Środkowa skała zbudowana z wapienia skalistego, od góry częściowo przykrytego lessem. Znaleziono tutaj ślady pobytu ludzi z okresu przedhistorycznego. Znajduje się w niej Jaskinia nad Galoską, w której odkryto kości zwierząt z okresu plejstocenu oraz narzędzia kamienne[2]. U podstawy Okrążka, tuż nad starorzeczem Wisły znajdują się dwie mniejsze jaskinie: Jaskinia Wiślana Wschodnia i Jaskinia Wiślana Zachodnia, nieco wyżej Schronisko nad Jaskiniami Wiślanymi, a w skalnym murze łączącym Okrążek z Kamieniołomem w Piekarach Schronisko w Okrążku[4].

- Kozierówka, najdalej wysunięta na południe. Nazywana jest także Fudalową Skałą, zwyczajnie Skałą lub Gołąbcem. Wznosi się około 30 m nad poziom wody w Wiśle. Również zbudowana jest nieuławicowanego wapienia skalistego, bez konkrecji krzemionkowych. Także jest w niej jaskinia zwana Jaskinią na Gołąbcu. W jaskini tej również odkryto kości zwierząt plejstoceńskich i kamienne narzędzia. Na piarżysku u podnóży skały znajdują się należące do 3 gatunków muszelki ślimaków, m.in. Helicella obvia. W wietrzejących skałach wapiennych można dostrzec pochodzące z okresu górnej jury gąbki, ramienionogi i kolce jeżowców[5]. U południowej podstawy skały znajduje się okresowo zalewana przez wodę Jaskinia na Gołąbcu Dolna[4]. Na szczycie istniało w średniowieczu Grodzisko w Piekarach[6].

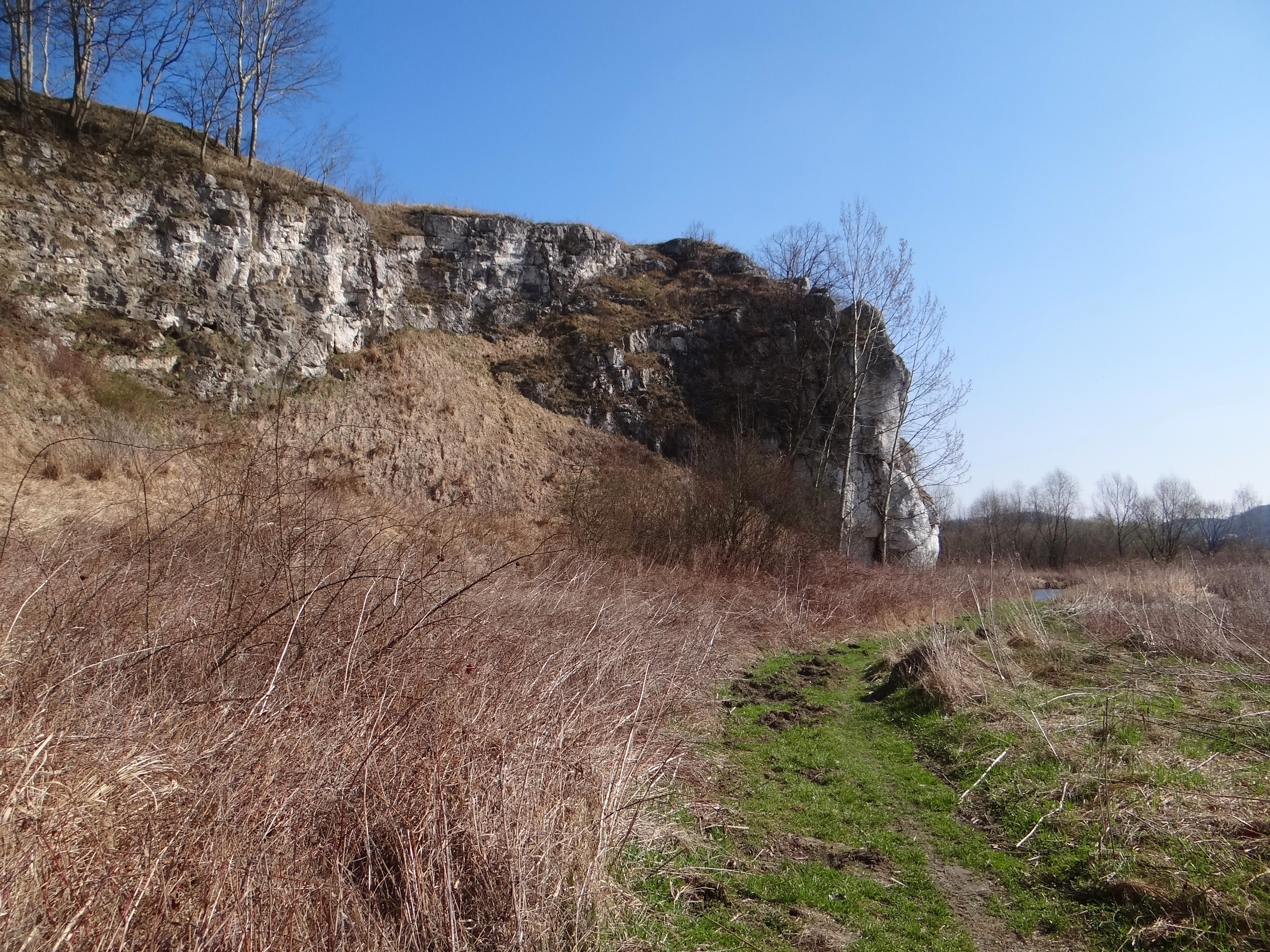
Okrążek
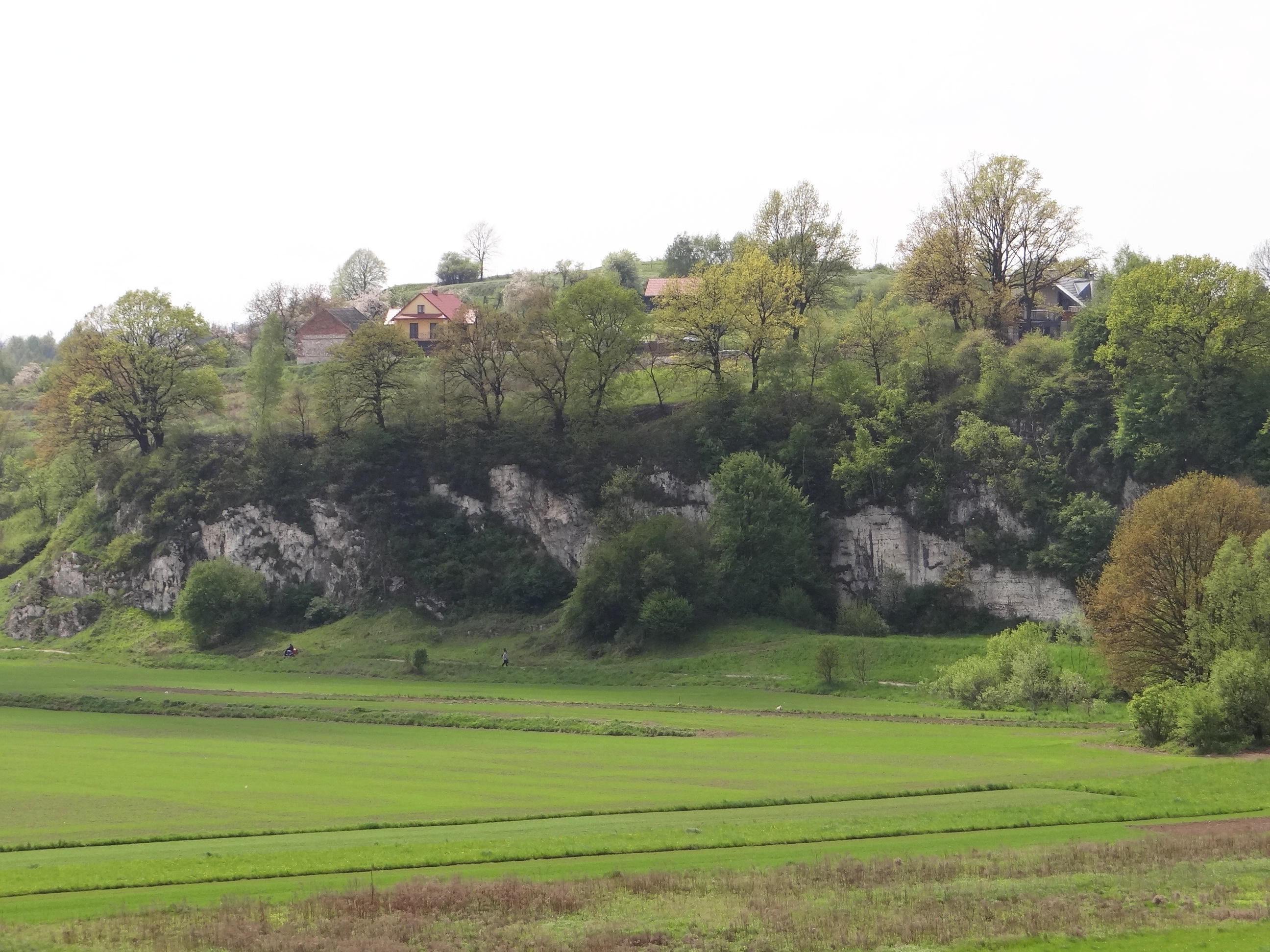
Kamieniołom w Piekarach
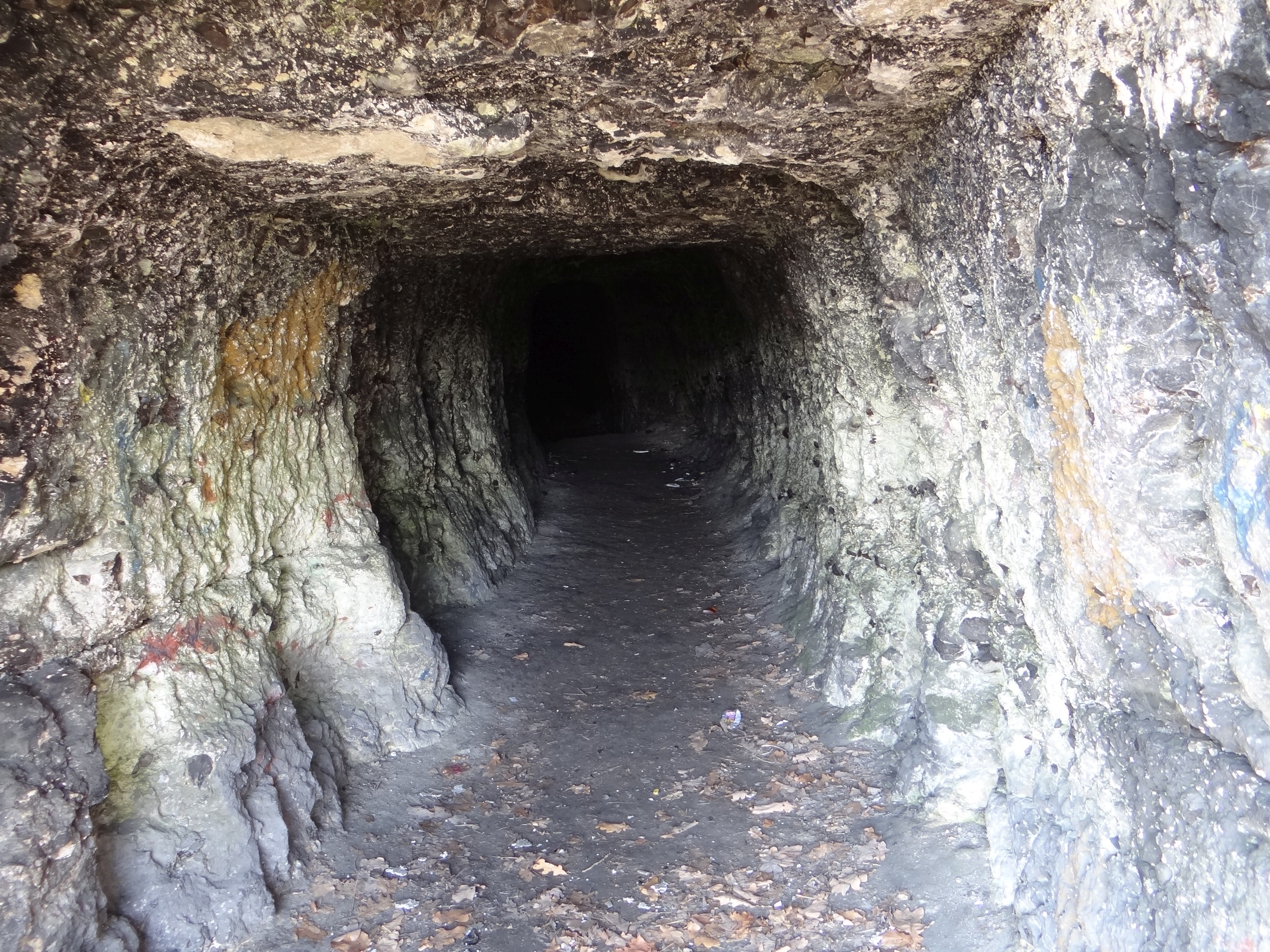
Kawerna w Piekarach
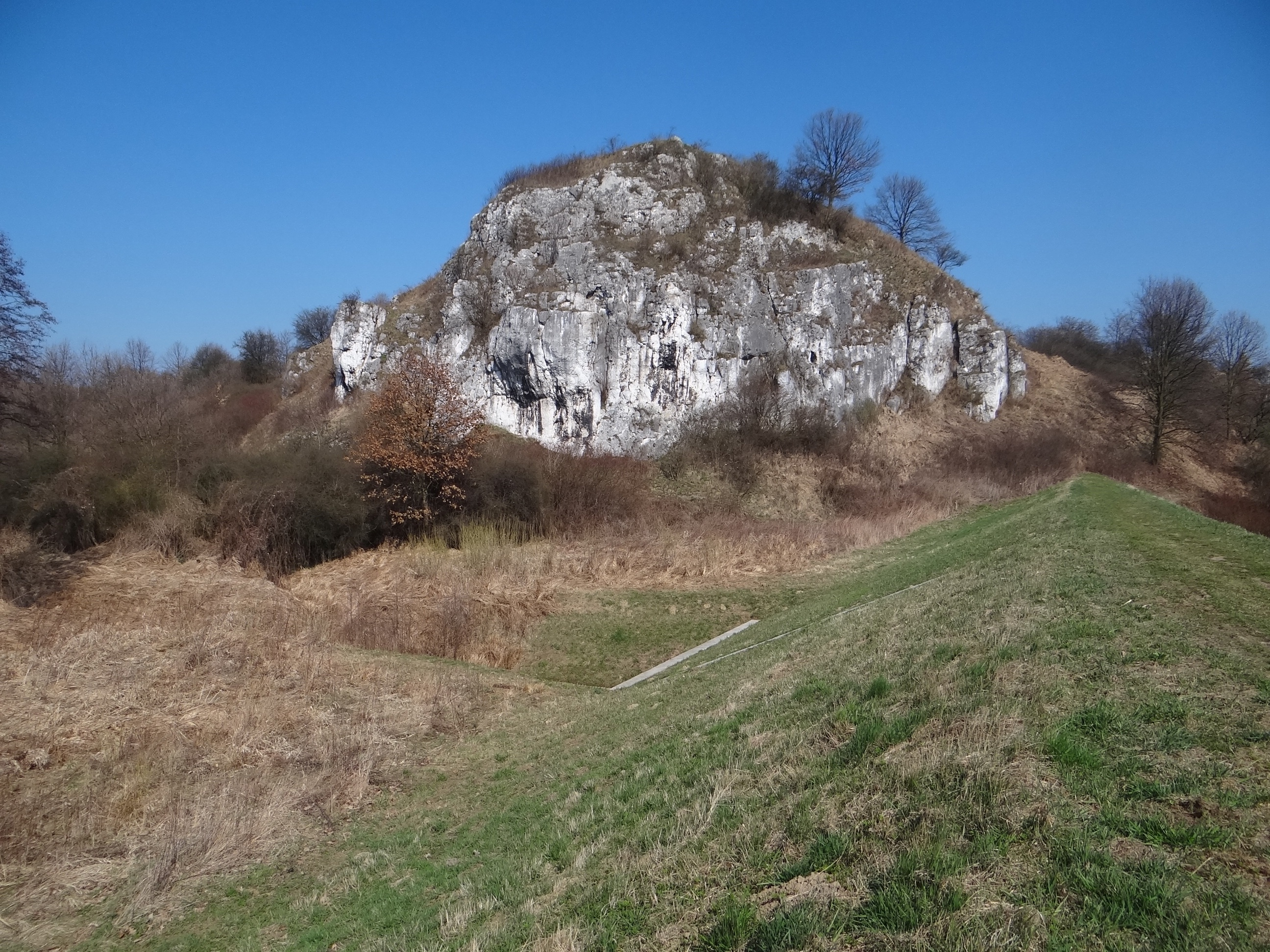
Kozierówka
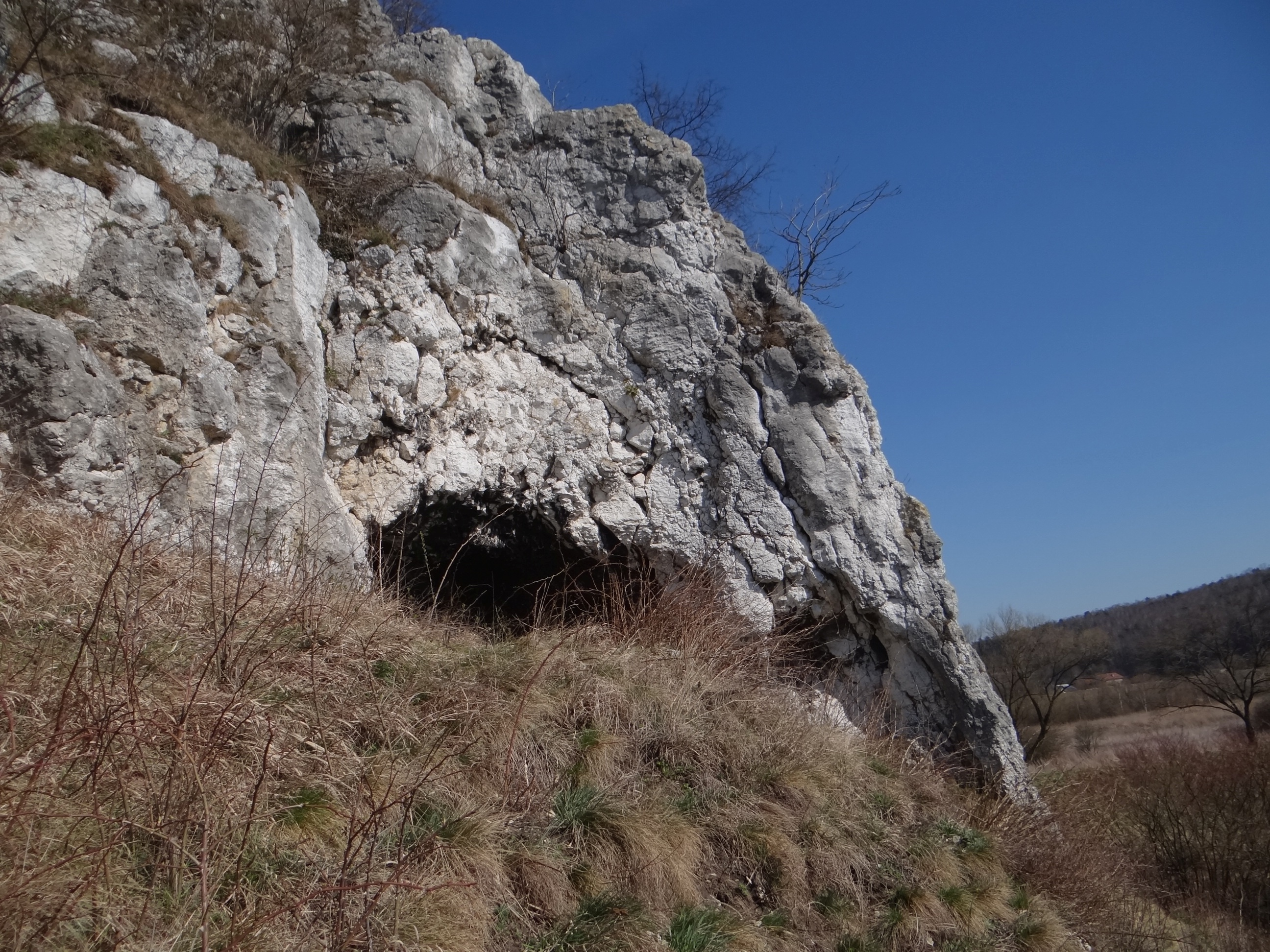
Południowa ściana Kozierówki z otworem jaskini
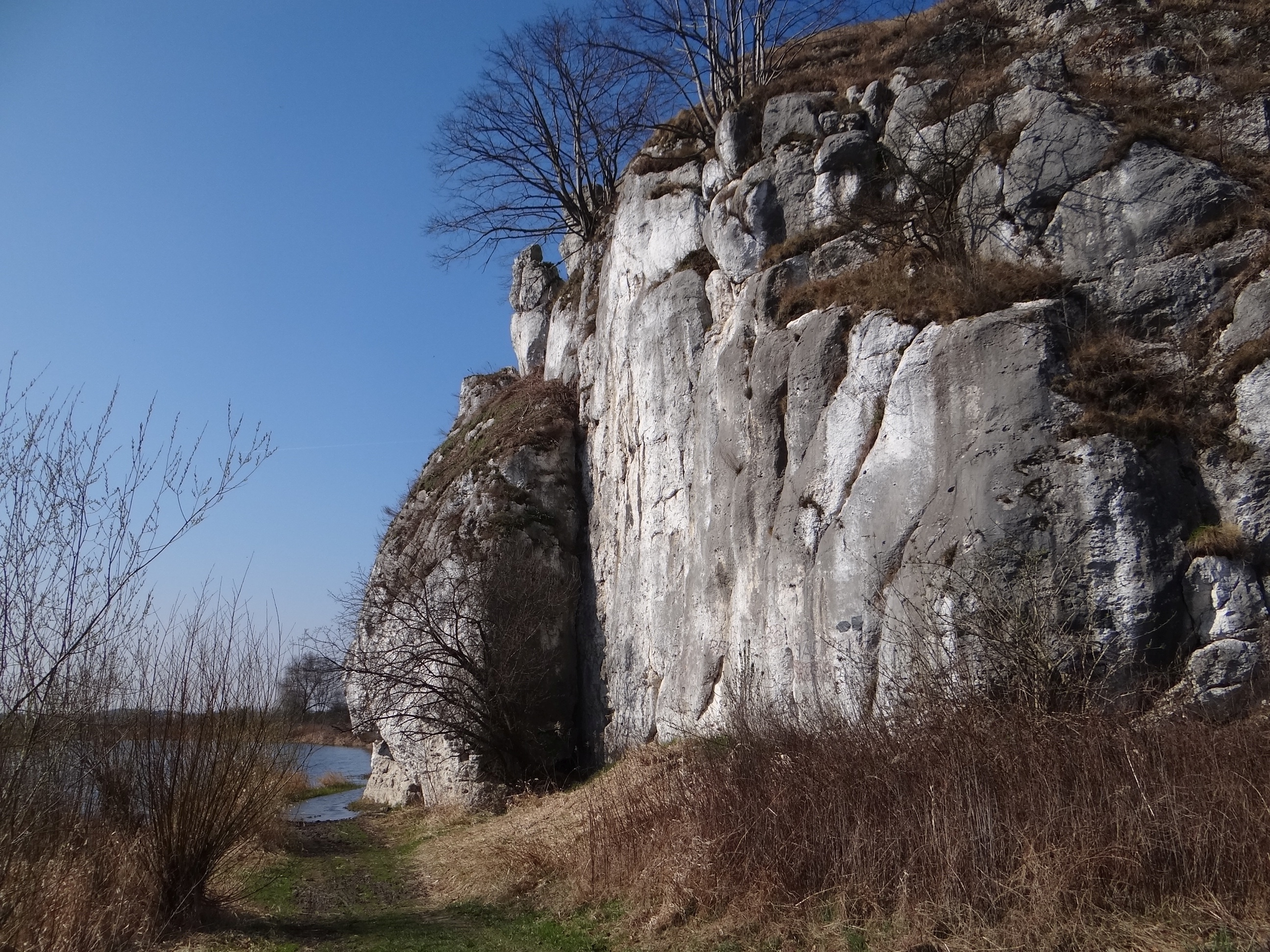
Okrążek